# Le Trésor des quatre couronnes
Pour plus de détails, voir Fiche technique et Distribution.
Le Trésor des quatre couronnes (El tesoro de las cuatro coronas), est un film d'aventures italo-américano-espagnol réalisé par Ferdinando Baldi et sorti en 1983.

## Synopsis
Un ancien soldat de fortune, J.T. Striker , est embauché pour rassembler une bande de braqueurs professionnels dans d'acquérir des pierres précieuses qui sont cachées depuis la nuit des temps. 

## Fiche technique
- Titre français : Le Trésor des quatre couronnes[1]
- Titre original espagnol : El tesoro de las cuatro coronas[2]
- Titre italien : Il tesoro delle quattro corone[2]
- Titre anglais : Treasure of the Four Crowns[2]
- Réalisateur : Ferdinando Baldi
- Scénario : Lloyd Battista, Jim Bryce, Jerry Lazarus d'après une histoire de Tony Anthony, Gene Quintano
- Photographie : Marcello Masciocchi, Giuseppe Ruzzolini
- Montage : Franco Fraticelli
- Musique : Ennio Morricone
- Production : Menahem Golan, Yoram Globus, Marshall Lupo, Tony Anthony, Gene Quintano, Luis Mendez
- Société de production : Blum Group, MTC Productions, Cannon Group, Lotus Films Internacional, Lupo-Anthony-Quintano Productions, JAD Films International
- Pays de production :  Espagne -  États-Unis -  Italie
- Langue de tournage : anglais, espagnol, Italien
- Format : Couleur par Metrocolor - 2,35:1 - Son mono - 35 mm
- Durée : 97 minutes (1 h 37)
- Genre : Action, aventure
- Dates de sortie :
  - États-Unis : 21 janvier 1983
  - Espagne : 26 mai 1983
  - France : 3 août 1983
  - Italie : 26 juillet 1985 (Milan)

## Distribution
- Tony Anthony (VF : Sady Rebbot) : J.T. Striker
- Ana Obregon (VF : Monique Thierry) : Liz
- Gene Quintano (VF : Bernard Murat) : Edmond
- Jerry Lazarus (VF : Marc François) : Rick
- Francisco Rabal (VF : Henry Djanik) : Sócrates
- Emiliano Redondo (VF : François Chaumette) : Frère Jonas
- Francisco Villena (VF : André Falcon) : le professeur Montgomery
- Kate Levan : une femme possédée
- Lewis Gordon (VF : Jacques Ebner) : Popo